# Anisocycla (djur)
Anisocycla är ett släkte av snäckor. Anisocycla ingår i familjen Ebalidae.